# Tumpakkepuh
Tumpakkepuh is een bestuurslaag in het regentschap Blitar van de provincie Oost-Java, Indonesië. Tumpakkepuh telt 2742 inwoners (volkstelling 2010).